# Caterpillar CS533E
O Caterpillar CS533E é um compactador de solo vibratório produzido pala empresa Caterpillar Inc. e oferecido em quase todos os mercados com exceção de Japão, República Popular da China, Coreia do Sul, Taiwan, Indonésia, Malásia, Singapura e Tailândia.